# 千手院 (鴻巣市)
千手院（せんじゅいん）は、埼玉県鴻巣市にある真言宗智山派の寺院。

## 歴史
1608年（慶長13年）、島崎図書の開基である。なお開山の永慶法印は図書の嫡男である。1697年（元禄10年）、島崎新五右衛門の支援の下、覚応法印が中興した。
かつては下忍愛宕神社の別当寺であった。そのため、山号も「愛宕山」であったが、明治初期の神仏分離により、別当寺の任が解かれたため、山号を「延明山」に改称した。下忍愛宕神社にあった勝軍地蔵像は当院に移され、新たに勝軍地蔵堂が建てられ安置されている。

## 交通アクセス
- 吹上駅より徒歩24分。